# Сан-Дона-ді-П'яве
Сан-Дона-ді-П'яве (італ. San Donà di Piave, вен. San Donà de Piave) — муніципалітет в Італії, у регіоні Венето, метрополійне місто Венеція.
Сан-Дона-ді-П'яве розташований на відстані близько 420 км на північ від Рима, 29 км на північний схід від Венеції.
Населення — 41 815 осіб (2014).
Щорічний фестиваль відбувається першого понеділка жовтня. Покровитель — Madonna del Rosario.

## Демографія
Населення за роками:

Станом на 1 січня 2023 року в муніципалітеті офіційно проживало 4308 іноземців з 91 країни, серед них 1306 громадян країн Євросоюзу та 316 громадян України.

## Уродженці
- Джанфранко Бедін (*1945) — італійський футболіст, півзахисник.
- Мануель Паскуаль (*1982) — італійський футболіст, захисник.
- Енцо Феррарі (*1942) — італійський футболіст, нападник, згодом — футбольний тренер.

## Сусідні муніципалітети
- Чеджа
- Чессальто
- Ераклеа
- Фоссальта-ді-П'яве
- Єзоло
- Музіле-ді-П'яве
- Новента-ді-П'яве
- Сальгареда
- Торре-ді-Мосто